# Castielfabib (kommunhuvudort)
Castielfabib är en kommunhuvudort i Spanien.   Den ligger i provinsen Província de València och regionen Valencia, i den centrala delen av landet, 210 km öster om huvudstaden Madrid. Castielfabib ligger 931 meter över havet och antalet invånare är 284.
Terrängen runt Castielfabib är kuperad. Runt Castielfabib är det glesbefolkat, med 10 invånare per kvadratkilometer. Närmaste större samhälle är Ademuz, 7,8 km söder om Castielfabib. Omgivningarna runt Castielfabib är i huvudsak ett öppet busklandskap.